# Peter Geach
Peter Thomas Geach (* 29. März 1916 in London; † 21. Dezember 2013) war ein britischer Philosoph und Logiker.

## Leben
Peter Geach war der Sohn von George Hender Geach, Professor für Philosophie in Lahore und Cambridge, und Eleonora Adolfina Sgonina, einer Tochter polnischer Emigranten. Schon in sehr jungem Alter befasste er sich mit philosophischen Autoren, von denen er einige auch in späteren Arbeiten immer wieder zustimmend oder ablehnend zitiert (so den Logiker John Neville Keynes und John McTaggart). Er studierte Philosophie am Balliol College in Oxford. 1938 konvertierte er – wie Elizabeth Anscombe, die er 1941 heiratete, Michael Dummett und weitere bedeutende englische Philosophen des 20. Jahrhunderts – zum katholischen Glauben. Über Anscombe trat er in Kontakt mit Ludwig Wittgenstein, der zwar nie sein akademischer Lehrer war, aber trotzdem beträchtlichen Einfluss auf ihn ausübte.
Von 1945 bis 1951 war Geach ohne Anstellung und versuchte sich mit seinen Publikationen einen Namen zu machen. 1951 bis 1966 lehrte er Logik in Birmingham und von 1966 bis 1981 in Leeds. Seit 1963 trat er vielfach als Gastprofessor in Polen auf und veröffentlichte mehrere Aufsätze in polnischer Sprache. Seit 1965 war er Mitglied der British Academy.

## Werk

### Logik
Obwohl Geach neben Elizabeth Anscombe, Anthony Kenny und Michael Dummett als einer der bedeutendsten britischen Philosophen seiner Generation gilt, gibt es keine "Philosophie von Geach" in demselben Sinn, wie bei Willard Van Orman Quine, Donald Davidson oder Dummett von bestimmten mit ihrem Namen verbundenen Grundgedanken oder einer auf solchen Grundgedanken aufbauenden Lehre die Rede sein kann. Die Rezeption seiner Werke ist mit bestimmten einzelnen Thesen verbunden, die innerhalb der analytischen Philosophie als feste Bezugspunkte der Diskussion dienen. Dazu zählen etwa seine Überlegungen zur logischen Struktur von Namen, zum Begriff der (relativen) Identität und zur Referenz quantifizierter Aussagen.
Die ersten Publikationen von Geach betrafen vor allem Fragen der Logik. Allerdings arbeitete Geach weniger im Bereich der theoretischen Logik – obwohl er auch einige Beiträge zur Relationenlogik und zur Mengenlehre veröffentlicht hat –, sondern beschäftigte sich mit der Frage der logischen Analyse natürlicher Sprachen.
Konstanter Bezugspunkt seiner Überlegungen sind die Werke von Gottlob Frege und von Wittgenstein. Im Unterschied zu den Vertretern der amerikanischen Schule von Rudolf Carnap auf der einen und den Anhängern der Ordinary Language Philosophy auf der anderen Seite, gibt es für Geach keine Trennung von Wittgensteins Werk in eine frühe, durch die Logisch-philosophische Abhandlung bestimmte, und in eine späte, durch die Philosophischen Untersuchungen definierte Phase. Daher beschäftigt sich Geach nicht – wie die Carnap-Schule – mit den Problemen einer logischen Idealsprache, verzichtet aber bei seinen Untersuchungen zur Semantik und Logik natürlicher Sprachen auch nicht – wie die Philosophen der normalen Sprache – auf logische Formalisierung. In diesem Punkt berührt sich Geachs Werk stark mit dem von Michael Dummett.
Geach war innerhalb der analytischen Philosophie einer der ersten Autoren, die sich systematisch auf scholastische Autoren bezogen und hat so zur starken Aufwertung beigetragen, die die mittelalterliche Philosophie in den letzten Jahrzehnten in der englischsprachigen Diskussion erfahren hat. Besonders befasste er sich mit dem Werk Thomas von Aquins, das er von einem neuscholastisch verengten Verständnis befreite und dessen philosophischen Rang er in den Diskussionszusammenhängen des analytischen Denkens wieder zur Geltung brachte. Die von Geach zusammen mit Anthony Kenny vertretene Thomas-Deutung wird als analytischer Thomismus bezeichnet. Außerdem ist er Herausgeber der Werke des Paulus Venetus.
Daneben beschäftigte Geach sich auch mit Fragen der Philosophie der Psychologie; das 1957 erschienene Buch Mental Acts gilt als ein moderner Klassiker der Philosophie.

### Religionsphilosophie
Deutlich getrennt von den Arbeiten zur Logik und zu anderen typischen Problemen der analytischen Philosophie sind Geachs Arbeiten zur Religionsphilosophie. Geach vertritt einen strengen Katholizismus, der auch insofern orthodox ist, als er auf einem konsequenten Rationalismus beharrt.
Geach hat in mehreren Vorlesungen zentrale Lehrstücke der katholischen Religionsphilosophie dargelegt und gezeigt, wie sich aus der Mode gekommene Begriffe einer essentialistischen Philosophie ("Essenz", "Seele", "Unsterblichkeit"), wie Thomas sie gebraucht hat, aber auch moralphilosophische Begriffe wie Sünde und Tugend auch auf dem Niveau der modernen Philosophie gebrauchen lassen.

## Veröffentlichungen
Autor
- Translations from the Philosophical Writings of Gottlob Frege. Zusammen mit Max Black. Oxford: Basil Blackwell, 1952.
- Descartes. Philosophical Writings. Zusammen mit G. E. M. Anscombe. London: Nelson, 1954.
- Mental Acts, Their Content and Their Objects. London, New York: Routledge & Kegan, 1957.
- Three philosophers. Aristotle - Aquinas - Frege. Zusammen mit G. E. M. Anscombe, Ithaca: Cornell UP, 1961.
- Reference and generality. An Examination of Some Medieval and Modern Theories. Ithaca: Cornell UP, 1962, 3. revid. Aufl. 1980.
- God and the soul. London, New York: Routledge & Kegan; Schocken, 1969. (Aufsatzsammlung)
- Logic Matters. Oxford: Blackwell, 1972. (Aufsatzsammlung)
- Reason and argument. Oxford: Blackwell, 1976.
- Providence and evil. The Stanton Lectures, 1971-2. London: Cambridge UP, 1977.
- The Virtues. The Stanton Lectures 1973-4. London: Cambridge UP, 1977.
- Truth, Love and Immortality. An Introduction to McTaggart's Philosophy. Berkeley: Univ. of California Press, 1979.
- Truth and hope. The Fürst Franz Josef und Fürstin Gina lectures delivered at the International Academy of Philosophy in the principality of Liechtenstein, 1998. University of Notre Dame Press, 2001. ISBN 0-268-04215-2

Herausgeber
- Wittgenstein's Lectures on Philosophical Psychology, 1946–47. Notes by P.T. Geach, K.J. Shah, A.C. Jackson. Chicago: Univ. of Chicago Press, 1988.
- mit Fernando Inciarte, Robert Spaemann: Persönliche Verantwortung. Adamas-Verlag, Köln 1982 (mit eigenem Beitrag in deutscher Sprache).

## Sekundärliteratur
- Harry A. Lewis (Hrsg.): Peter Geach: Philosophical Encounters. Dordrecht, Boston, London: Kluwer, 1991. (= Synthese Library; 213.) (mit Bibliographie und einer Autobiographie von Geach)
- Luke Gormally (Hrsg.): Moral Truth and Moral Tradition. Essays in Honour of Peter Geach and Elizabeth Anscombe. Dublin: Four Courts Press, 1994.
- Pirmin Stekeler-Weithofer, Geach, in: Mittelstraß (Hrsg.), Enzyklopädie Philosophie und Wissenschaftstheorie, 2. Aufl., Bd. 3 (2008), ISBN 978-3-476-02102-1 (mit ausführlichem Werk- und Literaturverzeichnis)
- Anthony Kenny: Peter Thomas Geach, 1916–2013. In: Biographical Memoirs of Fellows of the British Academy. Band XIV, 2015, S. 185–203 (thebritishacademy.ac.uk [PDF]).